# Diecéze Perta
Diecéze Perta je titulární diecéze římskokatolické církve.

## Historie
Perta, možná identifikovatelné s Tosunöyük?, Eskiil?, Akören? v dnešním Turecku, bylo starobylé biskupské sídlo nacházející se v římské provincii Lycaonia . Byla sufragánnou arcidiecéze Iconium. 
Sídlo je zmíněno v Notitiae Episcopatuum konstantinopolského patriarchátu z 12. století.
Známe čtyři biskupy z tohoto sídla; Leontius, který se roku 381 zúčastnil Prvního konstantinopolského koncilu. Cononus, který se roku 451 nezúčastnil Chalkedonského koncilu. Epitaf z 5. či 6. století uvádí jméno biskupa Palladia. Posledním známým biskupem je Epiphanius zúčastněný roku 787 Druhého nikajského koncilu.
Dnes je využívána jako titulární biskupské sídlo; v roce 2020 nemá svého titulárního biskupa.

## Seznam biskupů
- Leontius (zmíněn roku 381)
- Cononus (zmíněn roku 451)
- Palladius (5. či 6. století)
- Epiphanius (zmíněn roku 787)

## Seznam titulárních biskupů
- Job Chen Chi-ming, C.M. (1939–1946)
- Joseph Angel Poli, O.F.M. Cap. (1946–1965)